# شومریه
شومریه (به لاتین: Shomria) یک منطقهٔ مسکونی در اسرائیل است که در Bnei Shimon Regional Council واقع شده‌است.